# گیلبرت ایول
گیلبرت ایول (انگلیسی: Gilbert Yvel؛ زادهٔ ۳۰ ژوئن ۱۹۷۶) ورزشکار هنرهای رزمی ترکیبی اهل پادشاهی هلند است.